# Anthony Lurling
Anthonius Petrus Lurling (ur. 22 kwietnia 1977 w Den Bosch) – holenderski piłkarz występujący na pozycji napastnika.

## Kariera klubowa
Lurling profesjonalną karierę rozpoczynał w drugoligowym FC Den Bosch. W jego barwach debiutował w sezonie 1994/1995. Wystąpił wówczas w lidze pięć razy. Od początku następnego sezonu był już podstawowym graczem ekipy z Den Bosch. 9 września 1995 strzelił pierwsze gole w zawodowej karierze. Były to dwie bramki zdobyte w zremisowanym 3:3 ligowym pojedynku z TOP Oss. W 1999 roku awansował z klubem do Eredivisie, po czym odszedł z zespołu. W sumie rozegrał tam 135 spotkań i zdobył 56 bramek.
Latem 1999 został zawodnikiem innego pierwszoligowca – Sc Heerenveen. Pierwszy występ zanotował tam 15 sierpnia 1999 w przegranym 2-3 ligowym meczu z Ajaxem Amsterdam. 1 października 1999 strzelił dwa gole w wygranym 3-1 meczu z MVV Maastricht. Były to jego pierwsze bramki w trakcie gry w Eredivisie. W pierwszym sezonie wywalczył z klubem wicemistrzostwo Holandii. Dzięki temu w następnym sezonie grał z nim w Lidze Mistrzów. Te rozgrywki zakończyli jednak na fazie grupowej. Łącznie w barwach Heerenveen zagrał 94 razy i strzelił 36 goli.
W 2002 roku odszedł do Feyenoordu. Zadebiutował tam 18 sierpnia 2002 w wygranym spotkaniu z NEC Nijmegen. Lurling był podstawowym graczem jedenastki Feyenoordu. W sezonach 2002/03 oraz 2003/04 zajmował z klubem trzecie miejsce w Eredivisie. Łącznie wystąpił tam w 57 meczach i zdobył 8 bramek. W 2004 roku na zasadzie wypożyczenia został zawodnikiem NAC Breda. Pierwsze spotkanie rozegrał tam 12 września 2004 w wygranym 3-2 pojedynku z FC Groningen. W NAC spędził jeden sezon. W tym czasie zagrał tam 29 razy i strzelił 4 gole. Po zakończeniu sezonu powrócił do Feyenoordu. Jednak jeszcze przed rozpoczęciem nowego za 300 tysięcy euro został sprzedany do niemieckiego 1. FC Köln.
W nowym klubie zadebiutował 27 sierpnia 2005 w przegranym 2-3 meczu z 1. FC Kaiserslautern. W barwach kolońskiej drużyny zdążył rozegrać dwanaście spotkań, a potem w styczniu 2006 powędrował na wypożyczenie go do RKC Waalwijk. Grał tam do końca sezonu, a na cały następny został wypożyczony do FC Den Bosch.
W 2007 podpisał kontrakt z NAC Breda, w którym występował już w sezonie 2004/2005. Od stycznia 2014 występował w Sc Heerenveen, a następnie w lipcu 2014 wrócił do FC Den Bosch. W 2016 roku zakończył tam karierę.
W Eredivisie rozegrał 385 spotkań i zdobył 82 bramki.

## Kariera reprezentacyjna
Był powoływany do reprezentacji Holandii, jednak nie zadebiutował w zespole narodowym.